# Ole Korneliussen
Ole Korneliussen, född  1947 i Sydgrönland, död 8 december 2022, var en grönländsk författare. Från 1967 bodde han i Danmark. För sin roman Saltstoden (2002. Originaltitel: Tarrarsuummi tarraq 1999) nominerades han till Nordiska rådets litteraturpris 2002.
I sina romaner vände sig Korneliussen mot nationalistiska föreställningar om ett folk med givna egenskaper. I Saltstoden skrev han: 
Har en människa bara en identitet om han eller hon blandar in sina förfäder och sina efterkommande? Har en människa utan historia och framtid ingen identitet? Har en människa som har lämnat sina förfäder ingen identitet? Jo och åter Jo! Det är först då som den personliga identiteten verkligen framträder. Då är han sig själv. Han klamrar sig inte längre fast vid sina förfäder. Jag fällde mitt stamträd med en motorsåg och sprängde dess rötter med dynamit.